# Georg Scheutz

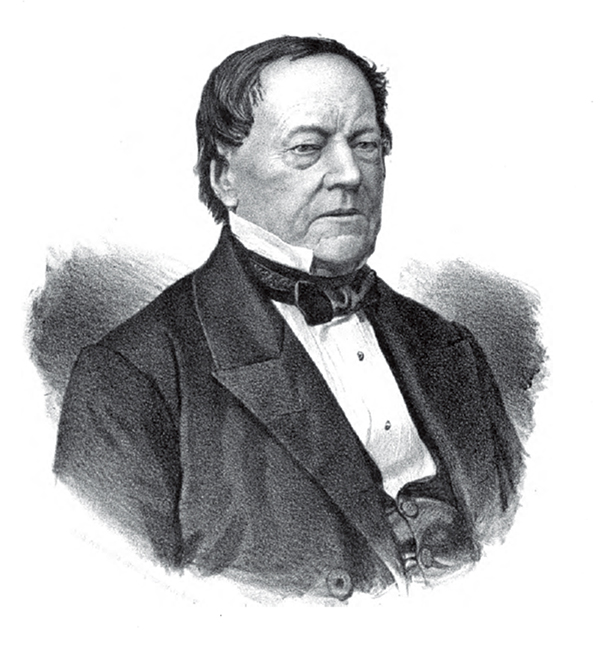
Georg Scheutz.

Per Georg Scheutz (Aussprache [ˌ ʝeːɔɹʝ ˈʃœʝːts]; * 23. September 1785 in Jönköping; † 22. Mai 1873 in Stockholm) war ein schwedischer Verleger mit Interesse an Literatur, Politik, Wissenschaft und Technologie.

## Leben
Scheutz hatte deutsche Vorfahren und war der Sohn von Fredrik Christian Schieutz (Scheutz) und dessen Ehefrau Johann Christina Berg.
Scheutz wuchs in dem Gasthaus seiner Eltern in Jönköping, Schweden auf. Seine formale Ausbildung begann in der Grundschule in Jönköping und dem Gymnasium in Växjö. 1803 schrieb er sich in die Universität von Lund ein und schloss 1805 mit der juristischen Vorprüfung zum 'Bergexamen' ab. Obwohl er sich kurz an der Universität Uppsala einschrieb, legte er das Examen zum Bergmann nie ab.:3
Mit den liberaleren Pressegesetzen von 1809 begann Scheutz seine Karriere als Publizist. Als erstes Werk übersetzte er den Bericht des deutschen Geographen und Biologen Eberhard August Wilhelm von Zimmermann ins Schwedische. 1816 übersetzte er Julius Cäsar von William Shakespeare.
Mit dem Schriftsteller Fredrik Cederborgh  (1784–1835), gründete er 1813 die Cederborgska boktryckeriet, die ab 1816 das wöchentliche Oppositionsblatt Anmärkaren herausgab. Zwischen 1817 und 1818 übersetzte er Werke von Friedrich de la Motte Fouqué, Zacharias Werner, August von Kotzebue und Giovanni Boccaccio ins Schwedische.:4
Ab 1819 übernahm Scheutz die Buchdruckerei, verkaufte den Anmärkaren und brachte den Anmärkarne, den späteren Argus heraus. Nach seiner anfänglichen politischen Orientierung wandte er sich zunehmend der Literatur und der Technologie zu. Er versuchte durch seine Publikationen für Wissenschaft und Technologie eine breitere Öffentlichkeit herzustellen. So finden sich in seinem Journal för Manufakturer och Hushållning übersetzte Zusammenfassungen der Artikel der wichtigsten Journal aus England, Deutschland und Frankreich.:5

### Die Differenzmaschine

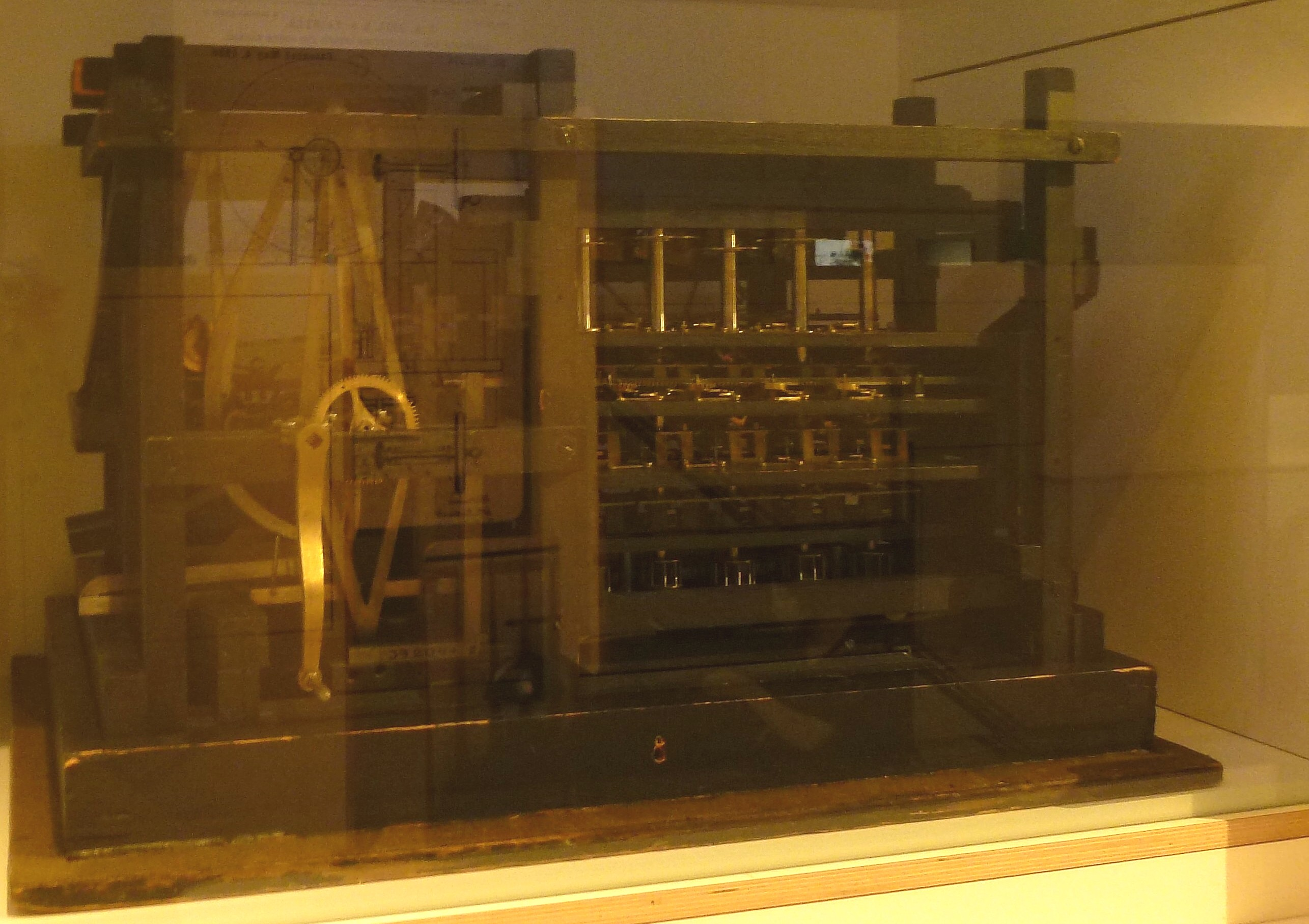
Scheutz Prototyp von 1843, restauriert. Holzrahmen mit den beweglichen Teilen aus Metall. Antriebskurbel vorne links.
Maschine im Tekniska museet, Stockholm.

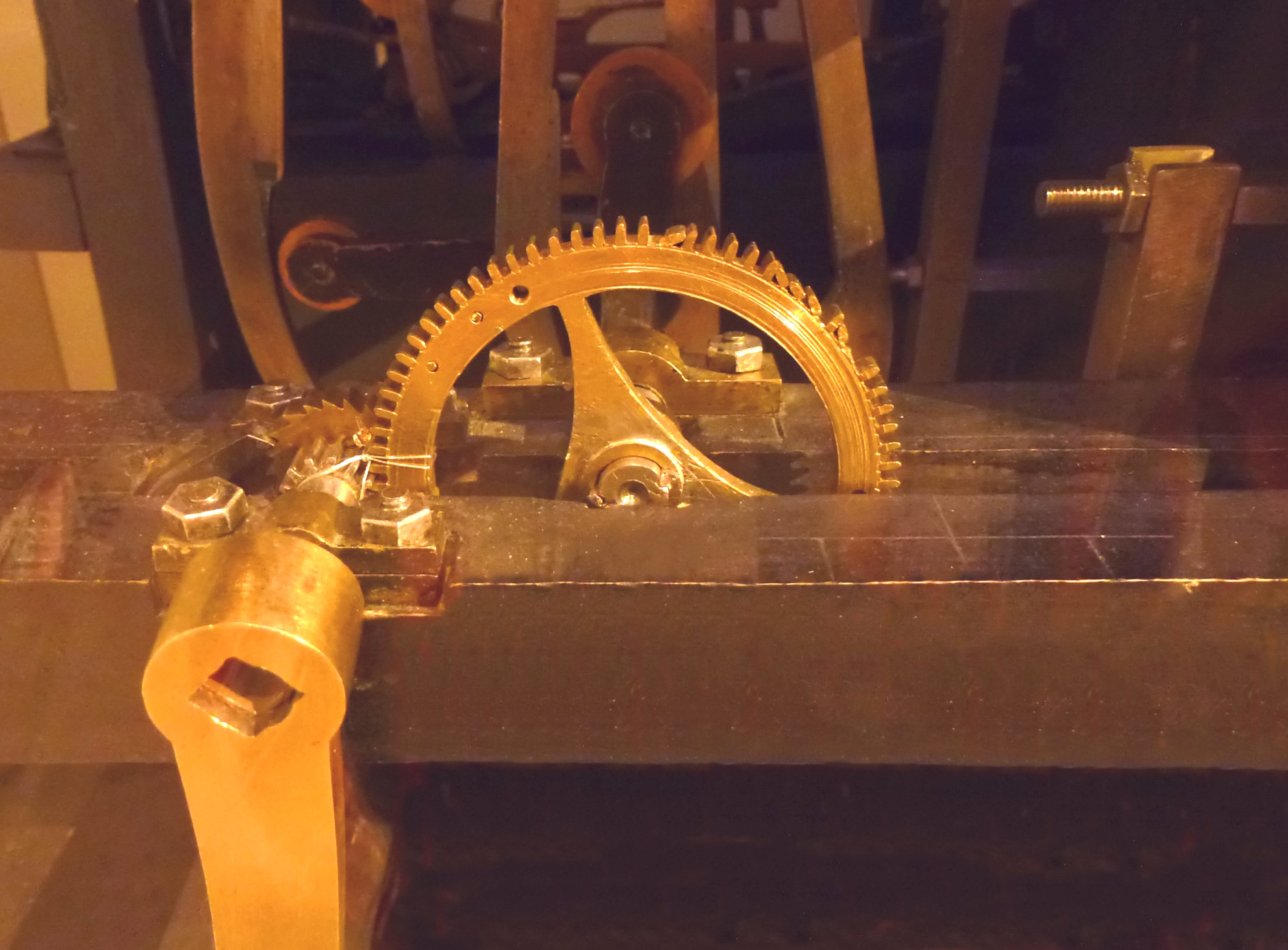
Scheutz Prototyp von 1843, Antriebskurbel (Teil) im linken Vordergrund, in der Bildmitte, das defekte, nicht restaurierte Zahnrad (siehe Text).
Maschine im Tekniska museet, Stockholm.

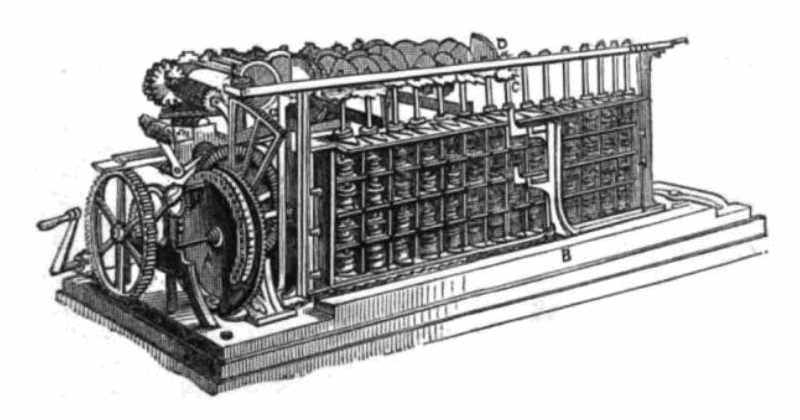
Scheutz Differenzmaschine No. 1. (1853)
Maschine seit 1963 Teil der Smithsonian Institution, USA.

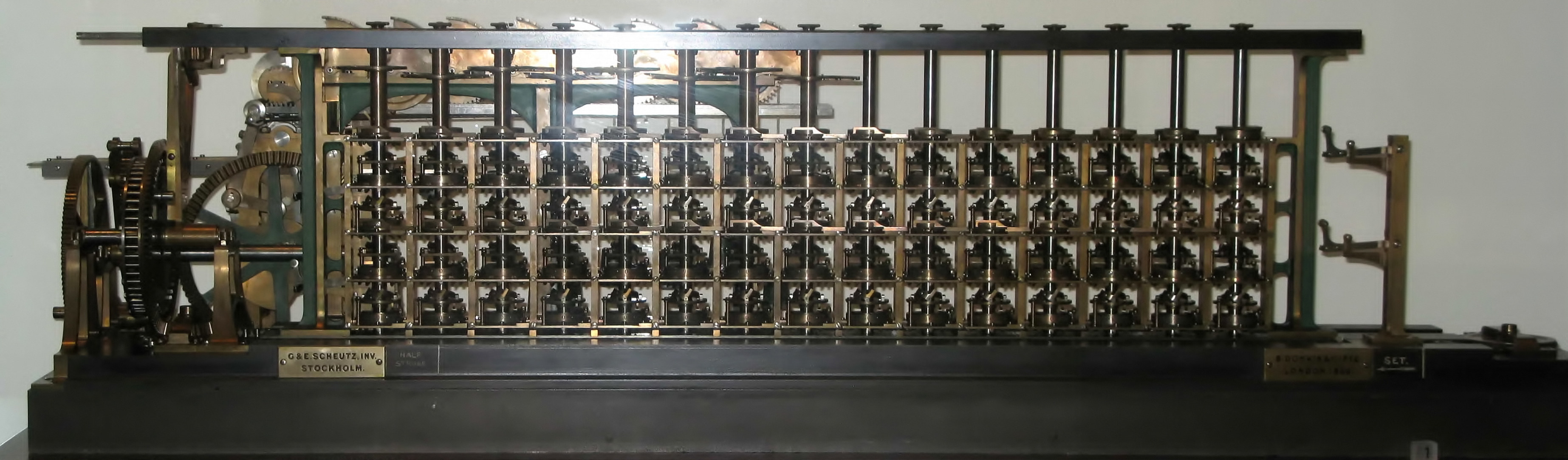
Scheutz Differenzmaschine No. 2. (1859)
Maschine im Science Museum, London.

Im Rahmen seiner verlegerischen Tätigkeit kam Scheutz 1830 mit den Ausführungen von Charles Babbage über dessen Differenzmaschine in Berührung.:98 Er war von der Idee eine Maschine zu bauen, die rechnen und das Ergebnis gleich auf Druckplatten festhalten konnte, fasziniert. Mit Hilfe einer detaillierten Funktionsbeschreibung in einer Übersichtsarbeit von Dionysius Lardner in der Edinburgh Review konstruierte Georg Scheutz ein Modell aus Holz, Draht und Pappe, um sich von der Funktionsfähigkeit des Prinzips zu überzeugen.:104f. Im Sommer 1837 erlaubte er seinem 16-jährigen Sohn, dem späteren Ingenieur Edvard Scheutz (1821–1881), ein größeres Modell aus Metall zu bauen. Georg Scheutz war von den Möglichkeiten dieses Modells derart begeistert, dass er es der Königlich Schwedischen Akademie der Wissenschaften vorstellte und um finanzielle Unterstützung für die Herstellung einer vollständigen Differenzmaschine bat. Die Unterstützung wurde nicht gewährt.
Edvard Scheutz verfeinerte das Modell weiter: Eine Differenzmaschine mit 5 Stellen und einer Differenz war 1840 fertiggestellt, die Erweiterung auf 3 Differenzen 1843. 1844 suchte George Scheutz bei der schwedischen Krone um finanzielle Unterstützung für den Bau eines vollständigen Modells der Differenzmaschine nach. Erst 1851 wurde ihm ein Drittel des ursprünglichen Betrages für den Fall versprochen, dass er ein vollständig funktionierendes Modell vorführen könne. Mit technischer und logistischer Unterstützung durch Johan Wilhelm Bergström (1812–1881) konnten Georg und Edvard Scheutz im Oktober 1853 eine funktionsfähige, 15-stellige Differenzmaschine mit einer Tiefe von 4 Differenzen vorstellen, die ein 8-stelliges Ergebnis drucken konnte.:13 Die Maschine wird auch als Scheutz No. 1 bezeichnet: Die erste vollständige Differenzmaschine der Scheutz. Manche Autoren bezeichnen die No. 1 auch als die zweite Maschine der Scheutz, sie sehen den Demonstrator von 1843 als erste funktionierende Differenzmaschine an.

#### Verbleib des Modells von 1843
Das Modell von 1843 wurde nach dem Tod von Edvard Scheutz für 50 Kronen an das Nordiska Museet, Stockholm, verkauft.:Appendix 1 Das Modell wurde im Dezember 1979 von Michael Lindgren, im Rahmen der Recherche für seine Dissertation, im Fundus des Museums wiederentdeckt und zusammen mit Per Westberg, dem Möbel-Restaurator des Museums, so weit wie möglich restauriert. Da das Hauptantriebs-Zahnrad bereits vor Wiederentdeckung zahlreiche abgebrochene Zähne aufwies und dieses Zahnrad als zentrales Teil der Maschine im Rahmen der Restauration nicht ersetzt werden sollte, befindet sich die Maschine zurzeit in einem nicht funktionsfähigen Zustand. Das Modell wird im Tekniska museet, Stockholm, ausgestellt.

#### Verkaufsreisen der Scheutz
Im Herbst 1854 starteten die Scheutzers auf eine Werbereise für die Differenzmaschine nach England. Hier wurde ihnen am 13. April 1955 ein Patent (No. 2216 aus 1854) erteilt. Die Maschine wurde u. a. in Somerset House der Royal Society ausgestellt und vorgeführt. Anschließend wurde die Maschine auf der Pariser Weltausstellung von 1855 gezeigt.
Charles Babbage zeigte Interesse an der 'Maschine der Scheutzers’ und unterstützte diese sowohl in London als auch in Paris bei ihren Verkaufsbemühungen, jedoch nicht ohne seinen Beitrag herauszustellen.:20-1 Er versuchte vergeblich die Royal Society (London) davon zu überzeugen Georg Scheutz zum Mitglied zu ernennen.:22
1856 veranlasste Benjamin A. Gould den Kauf der Differenzmaschine für £1000 für das Dudley Observatory in Schenectady, N.Y.:25 Die Maschine wurde im April 1857 geliefert und im nachfolgenden Winter für zwei Monate:282 in Betrieb genommen.:26 Nach diesen zwei Monaten wurde Gould von seinen Aufgaben entbunden und die Maschine nicht weiter genutzt.:282–283 Die Scheutz No. 1 wurde somit nie entsprechend ihrer eigentlichen Bestimmung, der direkten Erstellung von Druckvorlagen für Tabellenwerke, eingesetzt.:42 1963 wurde die Differenzmaschine der Smithsonian Institution übereignet.

#### Weiterentwicklungen der Differenzmaschine
Eine zweite Differenzmaschine (Scheutz No. 2), praktisch eine Kopie der ersten Maschine, baute Edvard Scheutzer im Auftrag des britischen Finanzministeriums zusammen mit Bryan Donkin in London, England, auf. Die Maschine wurde nach 19 Monaten Bauzeit am 5. Juli 1859 übergeben.:223f. Das erste, mit Druckvorlagen aus der Maschine gedruckte Tabellen, waren die Barometertabellen von William Gravatt, 1859.:224 In den folgenden Jahren wurden u. a. die Sterbetafeln (London, 1864) mit Hilfe der Differenzmaschine berechnet.:231 Die Maschine wurde 1914 ausgemustert und dem Science Museum, London, übereignet.:32
Obwohl die Scheutzs nur zwei Differenzmaschinen bauten und diese Maschinen nicht fehlerfrei funktionierten,:26,31 schafften sie es für diese beiden Maschinen eine Öffentlichkeit herzustellen.:32 Neben den Ausstellungen führten die Scheutz ihre Maschine immer wieder vor. 1857 druckten die Scheutz eine 50-seitige Broschüre über die Möglichkeiten der Differenzmaschine, einschließlich einer 29-seitigen Logarithmentafel von 1 bis 10.000.:207f. Das Buch wurde an alle möglichen Kauf-Interessenten einer Differenzmaschine verschickt.:Appendix 2 Eine französische Ausgabe wurde 1858 fertiggestellt.:380

### Gründe für die fehlende Nutzung der Differenzmaschinen der Scheutz
Weder Georg noch Edvard Scheutz waren mathematisch so bewandert, als dass sie die Differenzmaschine selbst für die Erzeugung neuer Tabellenwerke hätten nutzen können. Nicht dass es ihnen an der Fähigkeiten für den eigentlichen Rechenvorgang mangelte, problematisch war die Bestimmung der Startwerte für das Rechenwerk. Auch war ihnen nicht klar, welche Tabellen noch hätten gewinnbringend erzeugt werden können. Aus der heutigen Zeit lässt sich nicht mehr erschließen, weshalb sie zum Beispiel Babbage in diesem Punkt nicht entsprechend beraten hat.
Mitte des 19. Jahrhunderts wurden 'neue' Tabellen in der Regel aus alten Tabellen abgeleitet bzw. interpoliert. Die Differenzmaschinen von Scheutz, sowohl No. 1 als auch No. 2, waren mit 8 Stellen, die zwar durch eine aufwendigere Zweistufenrechnung auf 15 Stellen erweiterbar war und nur 4 Differenzen nicht leistungsfähig bzw. genau genug. Schon Babbage Difference Engine No. 1 hatte mit 18 Stellen und 6 Differenzen umfassendere Möglichkeiten, seine Difference Engine No. 2 sollte 31 Stellen und 7 Differenzen umfassen. Babbage wusste also um die Anforderungen an die Rechengenauigkeit für die Erstellung neuer Tabellen.:278 Weshalb er die Scheutz nicht dazu brachte, ihre Maschine entsprechend zu erweitern, ist unklar.

### Ehrungen
Für den Bau der Differenzmaschine wurde Georg Scheutz im Februar 1856 zum Mitglied in der Königlich Schwedischen Akademie der Wissenschaften gewählt. Im April 1856 erhielten Georg und Edvard Scheutzer die Goldmedaille der Pariser Weltausstellung und Georg Scheutzer wurde zum Ritter des Wasaordens geschlagen.:22

## Weitere Differenzmaschinen
Eine verkleinerte Differenzmaschine wurde 1860 von Martin Wiberg (1826–1905) gebaut,:32-3 eine weitere von George Barnard Grant (1849–1917) wurde 1876 auf der Centennial Exhibition in Philadelphia, Pennsylvania ausgestellt.:33-7
Zwischen 1989 und 1991 wurde im Londoner Science Museum die Difference Engine No. 2 von Babbage gebaut, um die Funktionsfähigkeit des Designs nachzuweisen. 2008 wurde eine weitere, ebenfalls vom Science Museum in London gebaute Difference Engine No. 2 im kalifornischen Computer History Museum vorgestellt. Das Science Museum legt Wert darauf, dass es sich bei den beiden Differenzmaschinen nicht um Replikate handelt, da Charles Babbage nur ein Ausschnittsmodell und niemals eine funktionsfähige „ganze“ Differenzmaschine baute. Die Maschinen von 1991 und 2008 werden deshalb als Originale bezeichnet.